# Aéroport de Chabahar-Konarak
L'aéroport de Chabahar-Konarak est un aéroport situé en Iran.

## Situation
| Sārī Dasht-é Naz Golfe · persique Téhéran-MehrabadTéh.-Mehrabad Mechhed Téhéran-KhomeiniTéh.-Khomeini Chiraz Kish Ahvaz Ispahan Tabriz Bandar · Abbas Kerman Yazid Abadan Kermanchah Zahedan Bouchehr Qechm Ourmieh Racht Birjand Chabahar Lamerd |

## Compagnies et destinations
| Compagnies           | Destinations                                                       |
| -------------------- | ------------------------------------------------------------------ |
| Caspian Airlines     | Téhéran-Mehrabad                                                   |
| Iran Air             | Iranshahr (en), Chiraz-Shahid Dastghaib, Téhéran-Mehrabad, Zahedan |
| Iran Aseman Airlines | Dubaï, Mechhed-Shahid H. Nejad, Mascate, Chiraz-Shahid Dastghaib   |
| Kish Airlines        | Dubaï, Mascate, Téhéran-Mehrabad                                   |
| Qeshm Airlines       | Téhéran-Mehrabad                                                   |

Édité le 30/07/2020